# Monsonia inermis
Monsonia inermis är en näveväxtart som först beskrevs av S.E.A. Rehm, och fick sitt nu gällande namn av F. Albers. Monsonia inermis ingår i släktet hottentottnävor, och familjen näveväxter. Inga underarter finns listade i Catalogue of Life.